# Gerd van Dülmen
Gerd van Dülmen (* 25. Oktober 1939 in Cloppenburg; † 24. Juni 2023 in Berlin) war ein deutscher Maler, Zeichner und Radierer.

## Leben
Gerd van Dülmen studierte an der Hochschule für Bildende Kunst in (West-)Berlin von 1959 bis 1960 bei Wolf Hoffmann und von 1962 bis 1967 als Meisterschüler von Hann Trier. Unterbrochen wurde seine Berliner Ausbildung zwischen 1960 und 1962 durch eine zweijährige Studienreise, die ihn gemeinsam mit dem Freund und Maler Max G. Kaminski nach Lateinamerika führte.
Zwischen 1971 und 1973 nahm van Dülmen einen Lehrauftrag als Gastdozent an der Staatliche Akademie der Bildenden Künste Karlsruhe wahr. Dort schloss sich 1974 seine Berufung auf eine Professur für Malerei an, die er bis zu seiner Emeritierung im Jahre 2005 innehatte. 
Nach seiner Emeritierung kehrte Gerd van Dülmen 2005 nach Berlin zurück, wo er auch während der Karlsruher Jahre seinen Wohnsitz und sein Atelier beibehalten hatte. 
In der Sammlung zeitgenössischer Kunst der Bundesrepublik Deutschland findet sich eine Zeichnung von 1971.
Gerd van Dülmen war ein jüngerer Bruder des Historikers Richard van Dülmen. Gerd van Dülmen ruht auf dem Waldfriedhof Dahlem. 

## Ausstellungen (Auswahl)
- 1967: Deutscher Künstlerbund, Karlsruhe
- 1969: Biennale de Paris
- 1970: 3. Internationale der Zeichnung, Darmstadt
- 1971: Galerie Rothenstein, Bremen
- 1972: XXVII. Biennale Nazionale d'Arte, Mailand
- 1973: Overbeck-Gesellschaft, Lübeck
- 1974: Museumsdorf Cloppenburg
- 1974/75: Staatliche Kunsthalle, Baden-Baden
- 1975: Museu de Arte Moderna do Rio de Janeiro
- 1997: Galerie Raab, Berlin
- 2009: Galerie Scheffel, Bad Homburg

## Auszeichnung
1971: Preis der "Jungen Generation", Berlin 